# Christelle Familiari
Christelle Familiari, née à Niort en 1972, est une plasticienne contemporaine.

## Œuvre
Christelle Familiari s’est fait connaître dès 1995 par des vidéos et des performances qui faisaient fi des carcans sociaux entourant la question du désir, du sexe et de l'ennui. Cette pratique de l’autofilmage et de la performance qui l’implique physiquement l’a progressivement amenée à rechercher des moyens plastiques qui lui permettraient d’évoquer le corps : le sien, son geste d’artiste dans une présence physique cocasse, étrange, indiscernable, diffuse ; et celui du visiteur, dans sa relation intime avec l’œuvre mais aussi avec l’espace d’exposition.
La confection de divers objets en laine réalisés au crochet (slip à masturbation, slip à pénétration, cagoule pour amoureux, bras pour danser le slow...) illustre ce glissement qui l’amène à réaliser des sculptures anthropomorphes (le Portique et le Siège biplace) dont la particularité est de proposer des « espaces de négociations » aux personnes qui les utilisent. 
Cet intérêt qu’elle porte alors à la relation physique qu’entretient le visiteur avec l’œuvre l’incite à développer une pratique sculpturale apte à associer la performance et l’effort, la souplesse et la rigidité, l’échelle de son corps… aux surfaces des lieux d’expositions, dont le tapis « Étendue » (tapis de 400 mètres carrés en fil de fer entrelacé), présentée au Frac des Pays de la Loire en 2003, sera la première manifestation. 
Ce travail qui se développe depuis quinze ans affirme progressivement tout l’intérêt qu’il porte à l’impermanence et sa méfiance vis-à-vis de toute tentative formaliste.

## Expositions personnelles (sélection)
1996
- Vidéos, Oxymore, Nantes

1999
- Vice-versa, École Régionale des Beaux-Arts, Nantes

2000
- Sans les dessous dessus, Galerie Anton Weller, Paris

2002
- Écoute moi, je goutte, goûte moi, rue des Ursulines, Paris

2003
- Attraction, Frac des Pays de la Loire, Carquefou

2006
- Un, des corps, Le Parvis, Tarbes
- Séjour, Interface, Dijon

2008
- Flasque(s), La Criée, Rennes ; le L.A.I.T., Castres
- Trou noir, Fondation Ricard, Paris
- Vidéos, Galerie Cesare Manzo, Pescara

2010
- Sculptures en forme, Chapelle du Genêteil, Château-Gontier
- Idéal, Galerie Benoît Lecarpentier, Paris